# El Carrascal
El Carrascal es un barrio perteneciente a Leganés, que se encuentra al este de la ciudad. Limita al norte con Leganés Norte, al oeste con Zarzaquemada, al sur con el polígono industrial Nuestra Señora del Butarque, y al este con el distrito madrileño de Villaverde.
El barrio fue una de las ampliaciones de Leganés durante los años 1980, que se levantó para dar respuesta a la demanda de pisos en la periferia de Madrid capital. El Ayuntamiento planificó la construcción de los edificios a través de planes parciales, para evitar un crecimiento desaforado como el ocurrido en otros barrios en años anteriores. La mayoría de edificios son pisos de gran altura, superior a las 10 plantas de altura en algunos casos, y comparte con Zarzaquemada el eje principal de la calle, la avenida del Rey Juan Carlos I.
En el barrio se encuentran dotaciones como el centro cultural Rigoberta Menchú, el pabellón deportivo Europa, un centro de atención a minusválidos y Parquesur, uno de los centros comerciales más grandes de España.

## Historia
Con la llegada de nuevos habitantes a Leganés, la ciudad proyectó a comienzos de los años 1980 la construcción de un nuevo barrio, al este de Zarzaquemada. A diferencia de ese barrio, que edificó sin un control establecido a comienzos de los años 1970, El Carrascal llevó desde el principio una planificación ordenada, basada en edificios de gran altura, aparcamientos comunitarios y amplias avenidas. El barrio está separado físicamente de Zarzaquemada por la avenida de Europa, y conecta con este a través de la avenida del Rey Juan Carlos I, que cruza buena parte de la ciudad.
El primer edificio se levantó en 1981, y los primeros habitantes fueron emigrantes y vecinos de clase obrera. La mayoría de viviendas son de propiedad, y en diez años el barrio ya contaba con 15 000 habitantes. Aunque al principio dependía de Zarzaquemada, el barrio contó con el tiempo con centro de salud, dotaciones deportivas y centro cívico propio. El mayor impulso al barrio se produjo en 1989 con la inauguración de Parquesur, que en ese tiempo era el centro comercial más grande de España.
Pese a la alta densidad de población, es un barrio tranquilo que no presenta problemas reseñables de circulación o contaminación. Actualmente es el segundo barrio más poblado de Leganés, por detrás de Zarzaquemada y por delante de San Nicasio.

## Comunicaciones

### Carretera
Los accesos principales a El Carrascal son las carreteras M-402 hacia Villaverde y M-425 hacia Carabanchel.

### Autobús
Por El Carrascal pasan ocho líneas de autobús:
| - 1 : La Fortuna - V Centenario - Leganés Norte - El Carrascal - Casa del Reloj - Vereda de los Estudiantes - 432 : Madrid (Villaverde Cruce) - Leganés (Montepinos) - 480 : Madrid Plaza Elíptica) - Leganés (estación) - 481 : Madrid Oporto) - Leganés (Zarzaquemada FFCC.-Parquesur-Hospital Severo Ochoa) - 483 : Madrid (Aluche) - Leganés (Vereda de los Estudiantes) - 485 : Madrid (Aluche) - Leganés (Norte-Montepinos) - 488 : Leganés (San Nicasio-Zarzaquemada) - Getafe (Las Margaritas-Getafe Norte) - 497 : Leganés - Fuenlabrada - Humanes de Madrid (polígono industrial) - Moraleja de Enmedio (Las Colinas) - N802 : Madrid (Atocha) - Barrio del Naranjo (Fuenlabrada) (parada en la avenida de Europa) - N804 : Madrid (Atocha) - Vereda de los Estudiantes (Leganés) |

### Metro
El Carrascal es una de las seis estaciones de la línea 12 de Metro  que pasan por Leganés. Su inauguración se produjo el 11 de abril de 2003 y forma parte de la red Metrosur, por lo que su zona tarifaria es B1. Se encuentra emplazada al final de la avenida Rey Juan Carlos, cerca tanto del centro cívico Rigoberta Menchú como del centro comercial Parquesur.

### Cercanías
La estación de Zarzaquemada de la línea C-5 , situada entre los barrios de El Carrascal, Zarzaquemada y Leganés Norte y construida en 1982, conecta con Fuenlabrada, Leganés centro, Madrid (estación de Atocha), Aluche, Alcorcón y Móstoles.

## Límites
| Noroeste: Leganés Norte                          | Norte: Leganés Norte                        | Noreste: Leganés Norte                          |
| Oeste: Zarzaquemada                              |                                             | Este: Villaverde                                |
| Suroeste: Polígono de Nuestra Señora de Butarque | Sur: Polígono de Nuestra Señora de Butarque | Sureste: Polígono de Nuestra Señora de Butarque |

## Dotaciones
Para evitar su dependencia de Zarzaquemada y el centro de Leganés, la ciudad construyó dotaciones en el barrio a partir de mediados de los años 1980. El barrio cuenta con un centro de salud (María Montesori) y un centro cívico, Rigoberta Menchú. El barrio está rodeado por tres parques públicos: El Carrascal al sur, Los Cipreses y Las Moreras al este. Al este se encuentra el centro comercial Parquesur.
Existen varios centros de educación primaria, cinco colegios públicos y tres institutos. Entre los colegios públicos hay uno especialmente pensado para educación especial (Alfonso X El Sabio) y otro con el método Montessori (Trabenco). Además, hay un centro de atención a discapacitados físicos, que está adscrito al IMSERSO, y la Escuela Oficial de Idiomas de la ciudad, que físicamente está en la acera de la avenida de Europa de Zarzaquemada.
En dotaciones deportivas, El Carrascal cuenta con la principal piscina municipal al aire libre de la ciudad y con una piscina cubierta, instalación que se llama igual que el barrio. En el mismo recinto hay seis canchas de tenis. La ciudad deportiva Europa, otro de los centros más característicos del barrio, cuenta con un pabellón multiuso con capacidad para 2000 espectadores, y en el recinto hay pistas de fútbol once, fútbol sala, frontón, pádel, vólei playa y una pista de atletismo. A su lado se encuentra la pista de hielo, que es la más grande de la Comunidad de Madrid.